# Dytaster inermis
Dytaster inermis är en sjöstjärneart som beskrevs av Percy Sladen 1889. Dytaster inermis ingår i släktet Dytaster och familjen kamsjöstjärnor. Inga underarter finns listade i Catalogue of Life.